# Karl Linnebach
Karl Linnebach (* 7. Februar 1879 in Karlsruhe; † 1961) war ein deutscher Militärhistoriker, Redakteur und als Oberregierungsrat im Reichsarchiv tätig.

## Leben
Linnebachs evangelische Eltern waren der Güterinspektor Karl Friedrich Linnebach und Barbara Linnebach geb. Stüssi. Linnebach begann seine Militärlaufbahn am 1. Oktober 1898 im Badischen Pionier-Bataillon Nr. 14, am 27. Januar 1900 wurde er Offizier. 1902/03 und 1904/05 war er auf der Vereinigten Artillerie- und Ingenieurschule. Linnebach heiratete am 10. November 1909 in Halle (Saale) Maria Sophia Riesselmann (1875–1937). Ab 1909 arbeitete er im höheren Intendanturdienst bei der Korpsintendantur des V. Armeekorps und später als Vorstand der Intendantur der 29. Division. Im Ersten Weltkrieg war er als Feldintendanturrat, Divisionsintendant und Etappenintendant in verschiedenen Kommandobehörden tätig. Von 1919 bis 1920 war er Armeeintendant beim Armeeoberkommando Grenzschutz Nord, anschließend arbeitete er in der Reichsschatzverwaltung und ab Oktober 1923 in der Reichsfinanzverwaltung. 1932 wurde er ins Reichsarchiv und im Juni 1937 in die kriegsgeschichtliche Forschungsanstalt des Heeres versetzt. 
Linnebach wurde 1933 Redakteur der Zeitschrift Wissen und Wehr. Später leitete er die Arbeitsgemeinschaften „Kriegsphilosophie“ und „Wehrwirtschaft“ der Deutschen Gesellschaft für Wehrpolitik und Wehrwissenschaften (DGWW).

## Schriften (Auswahl)
- Hrsg.: Friedrich der Große: Von Thomas Carlyle. Gekürzte Ausg. in 1 Band. Behr, Berlin 1905.
- Erzieher des Preussischen Heeres, Bd. 2: König Friedrich Wilhelm I. und Fürst Leopold I. zu Anhalt-Dessau. Behr, Berlin 1907.
- Geschichte der Badischen Pioniere. Jacobsen, Leipzig 1907.
- Hrsg.: Karl von Raumer: Erinnerungen aus den Jahren 1813 und 1814. Voigtländer, Leipzig 1912 (Voigtländers Quellenbücher; 29).
- Hrsg.: Denkwürdigkeiten der Befreiungskriege. Behr, Berlin 1912 (Bibliographisches Repertorium; 6) (Veröffentlichungen der Deutschen Bibliographischen Gesellschaft; [8/9]).
- Hrsg.: Scharnhorsts Briefe. Bd. 1. Müller, München 1914.
- Hrsg.: Karl und Marie von Clausewitz: ein Lebensbild in Briefen und Tagebuchblättern. Warneck, Berlin 1916.
- Hrsg.: Thomas Carlyle: Geschichte Friedrichs des Zweiten genannt Friedrich der Große. 6 Bände, 3. Aufl., Decker, Berlin 1916–1918.
- Deutschland als Sieger im besetzten Frankreich 1871– 1873, auf Grund der deutschen Akten dargestellt. Deutsche Verlagsanstalt, Berlin 1924.
- Deutsche und französische Okkupationsmethoden 1871–73, 1920–?. Hobbing, Berlin 1925 (Rheinische Schicksalsfragen; 3).
- Die Sicherheitsfrage, dokumentarisches Material. Rheinischer Beobachter, Berlin 1925 (Rheinische Schicksalsfragen; 7/9).
- Die gerechte Grenze im deutschen Westen – ein 1000jähriger Kampf. Hobbing, Berlin 1925 (Rheinische Schicksalsfragen; 13/14).
- Die Entmilitarisierung der Rheinlande und der Vertrag von Locarno, eine völkerrechtliche Untersuchung. Rheinischer Beobachter, Berlin 1927 (Rheinische Schicksalsfragen; 18/20).
- Friedrich der Große, mit Bildern nach Originalen von A. v. Menzel. Knaur, Berlin 1929.
- Chronik des Versailler Vertrages, bis 1. Sept. 1924, dem Inkrafttreten des Londoner Abkommens. Zentral-Verlag, Berlin 1930.
- Feldbefestigung, dargestellt an Beispielen der Kriegsgeschichte. Mittler, Berlin 1930.
- Hrsg.: Carl von Clausewitz: Politische Gedanken. Teubner, Leipzig 1933 (Teubners Quellensammlung für den Geschichtsunterricht. Reihe 3, Geschichtliche Auffassungen und Urteile; 12).
- Hrsg.: Deutsche Heeresgeschichte. Hanseatische Verlags-Anstalt, Hamburg 1935.
- Die Wehrwissenschaften, ihr Begriff und ihr System. Mittler, Berlin 1939 (Digitalisat).